# Linyphia alpicola
Linyphia alpicola là một loài nhện trong họ Linyphiidae.
Loài này thuộc chi Linyphia. Linyphia alpicola được miêu tả năm 1969 bởi van Helsdingen.